# Arthur Lee (Musiker)
Arthur Lee (* 7. März 1945 in Memphis, Tennessee; † 3. August 2006 ebenda), eigentlich Arthur Lee Porter oder Arthur Taylor Porter, war ein US-amerikanischer Rockmusiker. Er wurde bekannt als Frontmann, Songwriter und Multi-Instrumentalist der West-Coast Pop- und Rockband Love, die auch Elemente des frühen Psychedelic Rock integrierte.

## Biografie
In jungen Jahren zog Lee mit seiner Familie nach Los Angeles. Als Musiker bezog er seine Inspiration aus unterschiedlichsten Stilen. Er wurde oft mit Syd Barrett verglichen, der seinerseits gestand, dass Love ein bedeutender Einfluss für seine Band Pink Floyd war.
Im Jahr 1963 machte Lee mit der Band The LAG's seine erste Aufnahme. Der Song My Diary, aufgenommen von Rosa Lee Brooks, mit Jimi Hendrix als Gitarrist, wurde der erste von Lee geschriebene Hit. Auch andere Interpreten hatten mit Stücken aus Lees Feder Hits.
Zwei Jahre später änderte Lee den Namen seiner damaligen Gruppe The Grass Roots in Love, da es bereits eine andere Band mit dem gleichen Namen gab. Ihr drittes Album Forever Changes (1967) gilt als Pop-Rock-Klassiker. Auf ihrem zweiten Album befand sich der Titel Revelation, der eine ganze Plattenseite einnahm.
Im Jahr 1970 nahm Arthur Lee eine Jam-Session mit seinem Freund Jimi Hendrix auf, die allerdings nicht veröffentlicht wurde. 1972 erschien sein Soloalbum Vindicator.
Love war unterdessen an Drogenproblemen zerbrochen. Lee belebte die Band mehrfach wieder – so entstand im Jahr 1992 die Arthur Lee & Love-LP Five String Serenade mit dem gleichnamigen, ein Jahr später auch von Mazzy Star aufgenommenen Titelsong. Danach arbeitete er wieder solo. 1996 trat er eine achtjährige Haftstrafe wegen unerlaubten Waffenbesitzes an; im Dezember 2001 wurde er vorzeitig entlassen und begann wieder aufzutreten.
Arthur Lee starb am 3. August 2006 im Methodist University Hospital in Memphis an Leukämie.

## Dies und Das
Im Jahr 1997 veröffentlichte die Band Make-Up den Titel Free Arthur Lee, 1998 veröffentlichten Hopkirk & Lee einen gleichnamigen Song. Der Titel wurde auch als Slogan auf T-Shirts verwandt. 2003 veröffentlichte die Band The Dackel 5, das Album beinhaltete den Titel Arthur Lee, Belmondo, Du & Ich.

## Bibliografie
- Ken Brooks: Arthur Lee: Love Story
- Barney Hoskins: Arthur Lee: Alone Again Or

## Diskografie
mit Love

### Studioalben
- Love, 1966
- Da Capo, 1967
- Forever Changes, 1967 – Re-Releases 2001 und schließlich 2008 als Deluxe Doppel CD
- Four Sail, 1969
- Out Here, 1969
- False Start
- Reel to Real, 1975

### Livealben
- Love Live, 1980 (Konzert von 1978)
- Studio / Live – Zweite Seite live von einem Konzert von 1970, 1982
- The Forever Changes Concert, 2003

### Compilations
- Best of Love, Rhino Records, 1980
- Love Story 1966-1972, 1995
- Love – She Comes in Colors, 2005 (Warner Music)

### Singles
- My Little Red Book / A Message To Pretty, 1966
- 7 and 7 Is b/w No. Fourteen, 1966
- She Comes In Colors / Orange Skies, 1966
- Que Vida / Hey Joe, 1967
- Alone Again Or / A House Is Not A Motel, 1967
- Your Mind and We Belong Together b/w Laughing Stock, 1968
- Girl on Fire b/w Midnight Sun, 1994

### Andere
- Arthur Lee and Love, 1992

Solo
- Vindicator (1972)
- Arthur Lee (1981)
- Black Beauty (1997)
- Electrically Speaking (2001)